# Liguus virgineus
Liguus virgineus é uma espécie de molusco gastrópode da família Orthalicidae e do gênero Liguus.Conhecido popularmente como Caracol de bastão doce.
Espécie endêmica da ilha de Hispaniola (no Haiti e República Dominicana).